# Hammer Series
Les Hammer Series sont une course cycliste sur route masculine, créée en 2017 par Velon, un regroupement d'équipes cyclistes. Elle ne donne pas lieu à un classement général individuel mais par équipes, en additionnant les points attribués lors de trois courses. Celles-ci sont disputées en circuit, sur des parcours et selon des formules différentes : la première course s'adresse aux grimpeurs, la deuxième aux sprinteurs, et la troisième est un contre-la-montre par équipe.
Seize équipes, dont douze WorldTour, participent à la première édition, enregistrée au calendrier UCI Europe Tour sous le nom « ITC Netherlands » et disputée dans le Limbourg néerlandais.
En 2018, deux nouvelles épreuves s'ajoutent à celle de l'année précédente, à Stavanger et à Zagreb.
L'édition 2020 est annulée en raison d'un différend avec l'Union cycliste internationale.

## Barème
Lors des deux premières courses, des points sont attribués aux dix premiers coureurs passant la ligne d'arrivée à chaque fin de tour de circuit (respectivement 10, 8.1, 6.6, 5.3, 4.3, 3.5, 2.8, 2.3, 1.9 et 1.5 points). Les points sont doublés lors de trois passages, dont le premier et le dernier tour.
L'équipe en tête du classement à l'issue de ces deux courses part la première lors du contre-la-montre par équipe. La deuxième équipe part trente secondes plus tard. Les points acquis les deux premiers jours par les équipes sont en outre convertis en « bonus temps ». L'équipe remportant les Hammer Series est ainsi la première à franchir la ligne d'arrivée.

## Palmarès
| Année | Date          | Lieu                    | Classe UCI | Courses               | Courses               | Courses                      | Vainqueur de la course | Vainqueur final  |
| Année | Date          | Lieu                    | Classe UCI | Montagne              | Sprint                | Contre-la-montre par équipes | Vainqueur de la course | Vainqueur final  |
| ----- | ------------- | ----------------------- | ---------- | --------------------- | --------------------- | ---------------------------- | ---------------------- | ---------------- |
| 2017  | 2-4 juin      | Vaals et Sittard-Geleen | 2.1        | Movistar              | Trek-Segafredo        | Sunweb                       | Sky                    | Sky              |
| 2018  | 25-27 mai     | Stavanger et Sandnes    | 2.1        | Mitchelton-Scott      | Mitchelton-Scott      | Mitchelton-Scott             | Mitchelton-Scott       | Mitchelton-Scott |
| 2018  | 1-3 juin      | Vaals et Sittard-Geleen | 2.1        | Bahrain-Merida        | Mitchelton-Scott      | Mitchelton-Scott             | Quick-Step Floors      | Mitchelton-Scott |
| 2018  | 14 octobre    | Hong Kong               | 1.1        | Non-organisé          | Mitchelton-Scott      | Sunweb                       | Mitchelton-Scott       | Mitchelton-Scott |
| 2019  | 24-26 mai     | Stavanger               | 2.1        | Jumbo-Visma           | Deceuninck-Quick Step | CCC                          | Jumbo-Visma            |                  |
| 2019  | 7-9 juin      | Vaals et Sittard-Geleen | 2.1        | Deceuninck-Quick Step | Deceuninck-Quick Step | Deceuninck-Quick Step        | Deceuninck-Quick Step  |                  |
| 2019  | 12-13 octobre | Hong Kong               | 1.1        | Non-organisé          |                       |                              |                        |                  |